# Victor Eftimiu

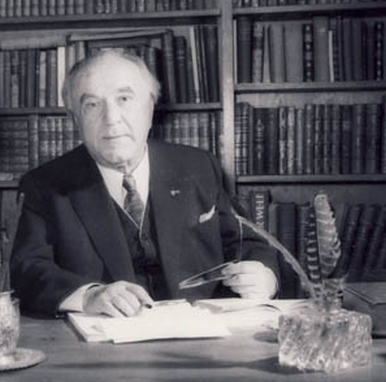
Victor Eftimiu

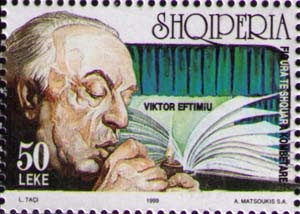
Victor Eftimiu

Victor Eftimiu (* 24. Januar 1889 in Boboshticë, Osmanisches Reich, heute Albanien; † 27. November 1972) war ein rumänischer Lyriker, Dramaturg und Übersetzer.
Eftimiu emigrierte früh nach Rumänien, wo er ab 1913 als Theaterdirektor wirkte. Er veröffentlichte mehrere Lyrikbände sowie einen Band mit rumänischen Märchen und verfasste Komödien und satirische Stücke für das Theater, außerdem auch mehrere Kinderbücher. Daneben schrieb er auch Kritiken und Artikel für zahlreiche Zeitschriften (unter anderem Convorbiri critice, Viața literară și artistică, Țara noastră, Revista literară și politică).

## Werke
- Înșir'te mărgărite, Theaterstück, 1909
- Poemele singurătății, Lyrik, 1912
- Napoleon, Theaterstück, 1914
- Odă limbii române, Lyrik, 1958
- Minciuni terestre, Lyrik, 1961
- Poezii, Lyrik, 1964
- Basme, Märchen, 1975
- Omul care a văzut moartea, Theaterstück
- Cocoșul negru, Theaterstück

| Personendaten    | Personendaten                                 |
| ---------------- | --------------------------------------------- |
| NAME             | Eftimiu, Victor                               |
| KURZBESCHREIBUNG | rumänischer Schriftsteller                    |
| GEBURTSDATUM     | 24. Januar 1889                               |
| GEBURTSORT       | Boboshticë, Osmanisches Reich, heute Albanien |
| STERBEDATUM      | 27. November 1972                             |